# 소를 넣은 고추
소를 넣은 고추는 고추나 단고추에 소를 넣어 만든 음식이다.

## 지역별

### 한국
한국 북부 지방 및 중국 옌볜 조선족 자치주에서는 단고추에 소를 채워 만든 고추순대를 먹는다. 그 외에, 소를 넣은 고추에 달걀물을 씌워 지진 전은 고추전이라 부른다.

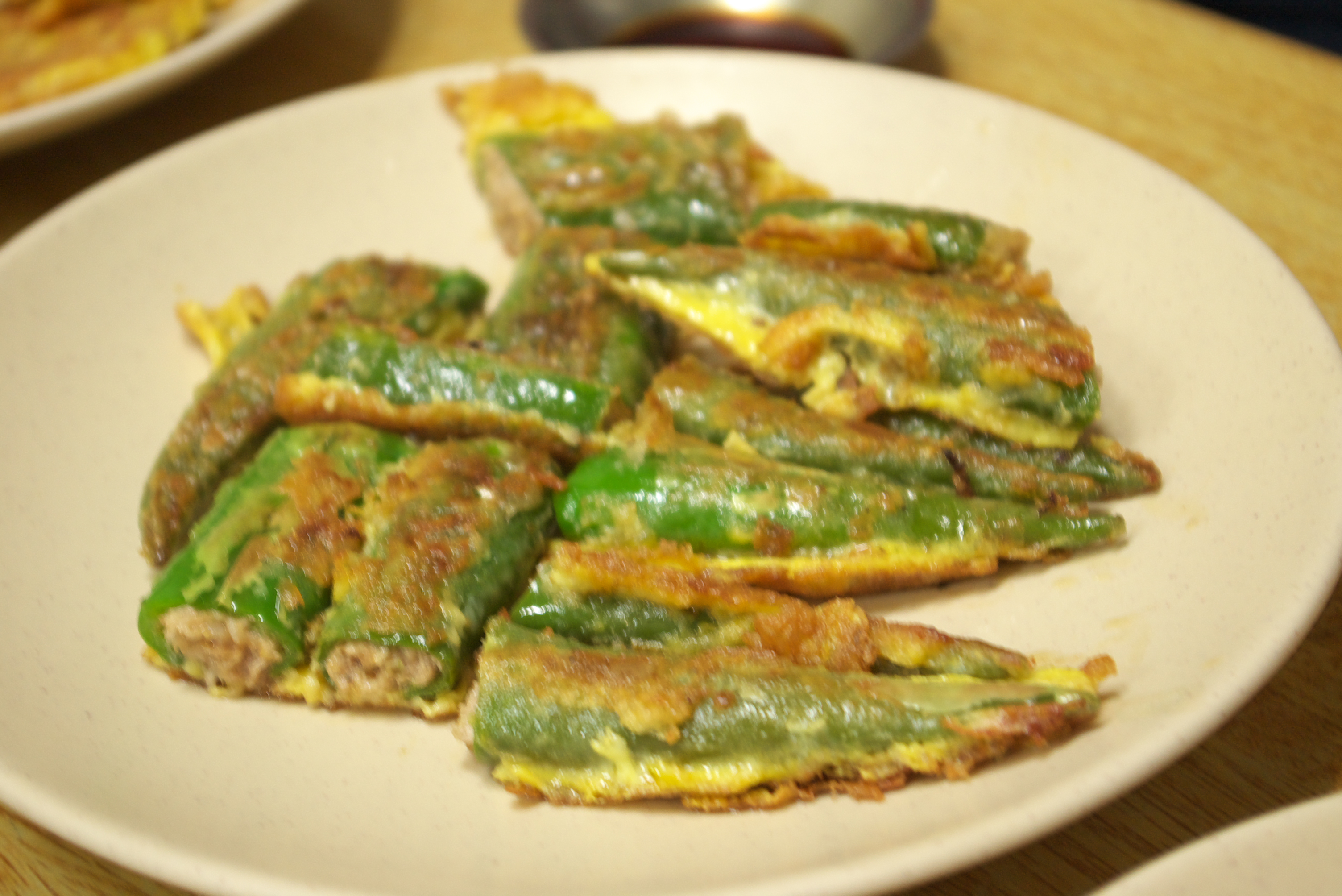
고추전의 모습.

### 서남아시아·남유럽·지중해
터키와 아제르바이잔에서는 단고추에 소를 채운 돌마가 비베르 돌마스(튀르키예어: biber dolması, →고추 돌마)라 불리며, 고기를 넣어 만들고 따뜻하게 내는 "에틀리 비베르 돌마스(etli biber dolması)"와, 고기를 넣지 않고 만들며 차게 내는 "얄란즈 비베르 돌마스(yalancı biber dolması)로 나눌 수 있다. 소에 넣는 재료로는 쌀밥, 다진 양파, 살차(토마토 살차와 단고추 살차), 다진 허브(파슬리, 회향, 민트 등), 올리브유 등이 쓰인다. 토마토 조각으로 입구를 막고, 희석한 석류 소스 등을 부어 익힌다.
그리스에서는 플로리나고추 등 단고추에 소를 채운 예미스타가 예미스티 피페리아(그리스어: γεμιστή πιπεριά, 복수: γεμιστές πιπεριές 예미스테스 피페리에스[*])라 불린다.
이탈리아에서는 단고추에 소를 채운 음식이 페페로네 리피에노(이탈리아어: peperone ripieno, 복수: peperoni ripieni 페페로니 리피에니[*])라 불리며, 소로는 다진 고기와 쌀밥, 달걀, 다진 토마토, 다진 치즈, 다진 허브(파슬리와 바질), 올리브유 등을 넣는다. 잘게 썬 토마토와 토마토 즙, 올리브유, 통마늘 등과 함께 익힌다. 겉을 태워서 껍질을 벗긴 단고추로 만들기도 한다.
스페인에서는 피키요고추 등 여러 가지 단고추에 소를 채운 음식이 피미엔토 레예노(스페인어: pimiento relleno)라 불린다. 다진 고기로 만든 것 외에도 염대구, 모르시야(선지 소시지), 새우, 토르티야 등을 넣어 만든 것이 있다.

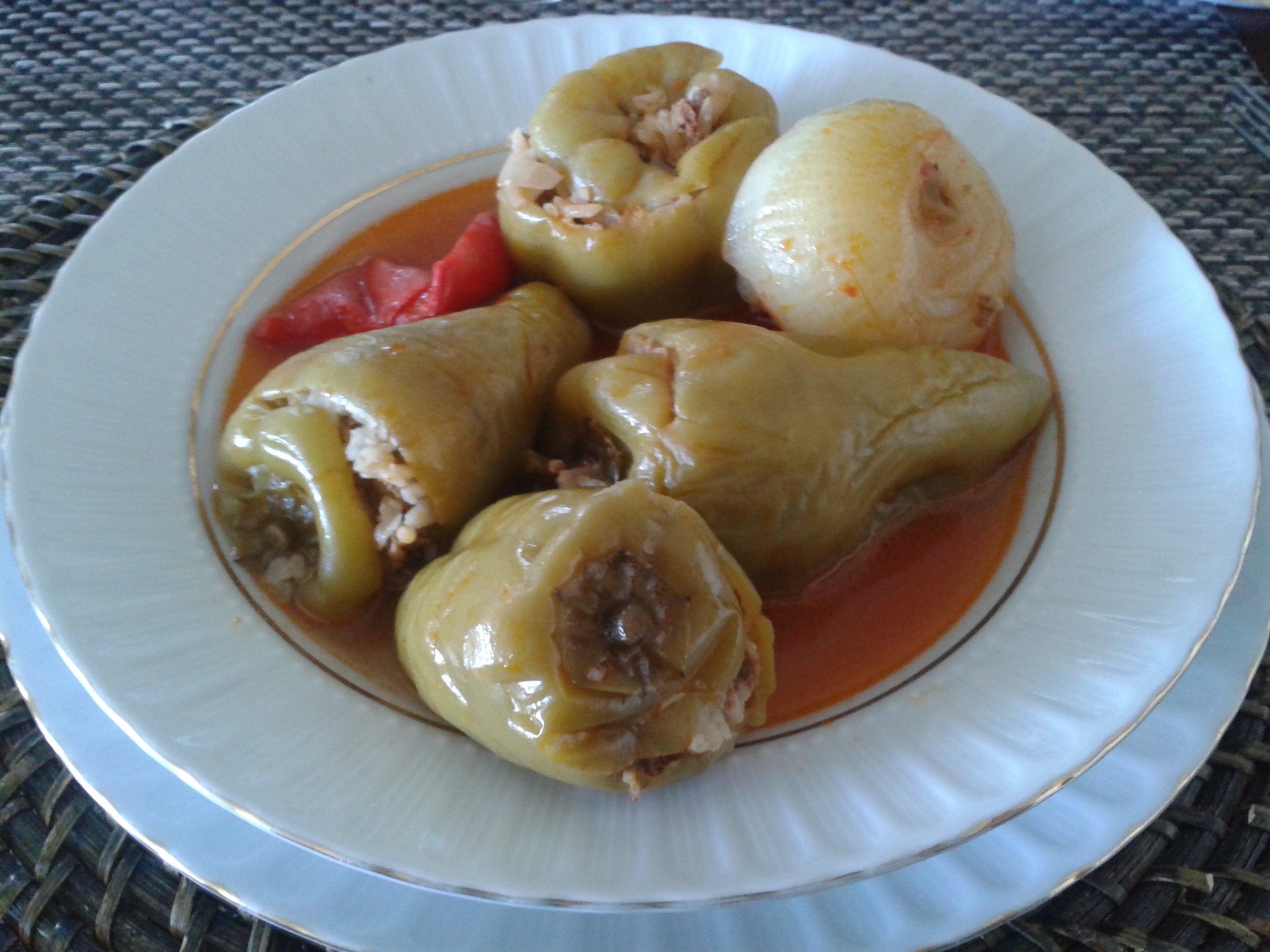
에틀리 비베르 돌마스
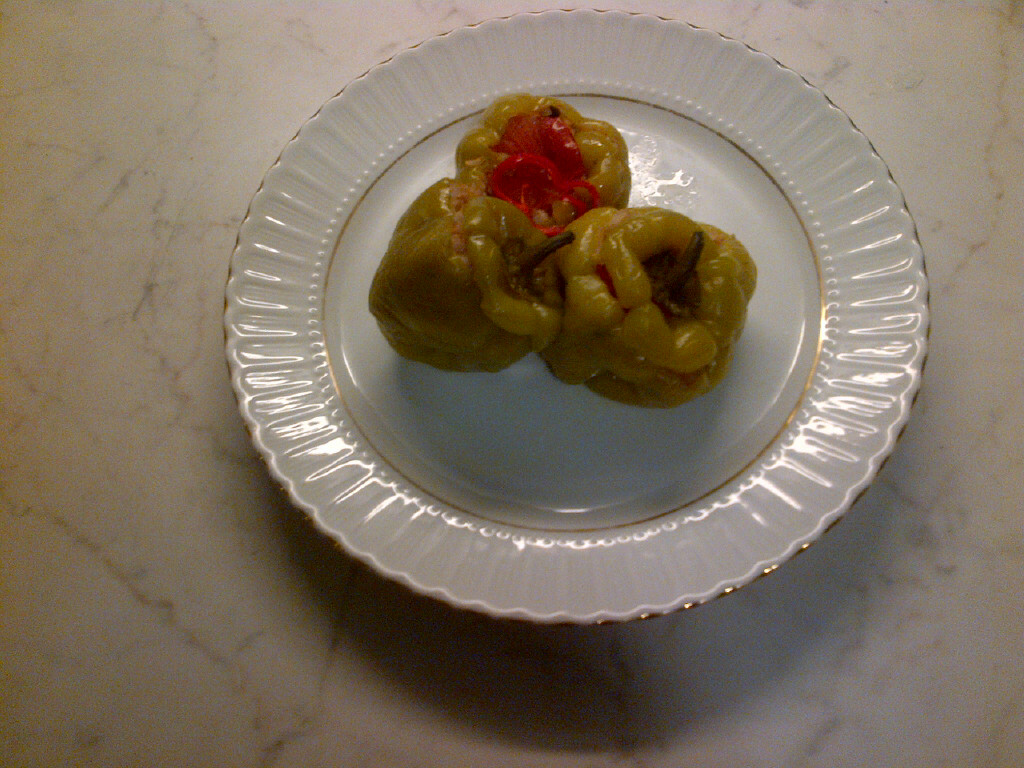
얄란즈 비베르 돌마스
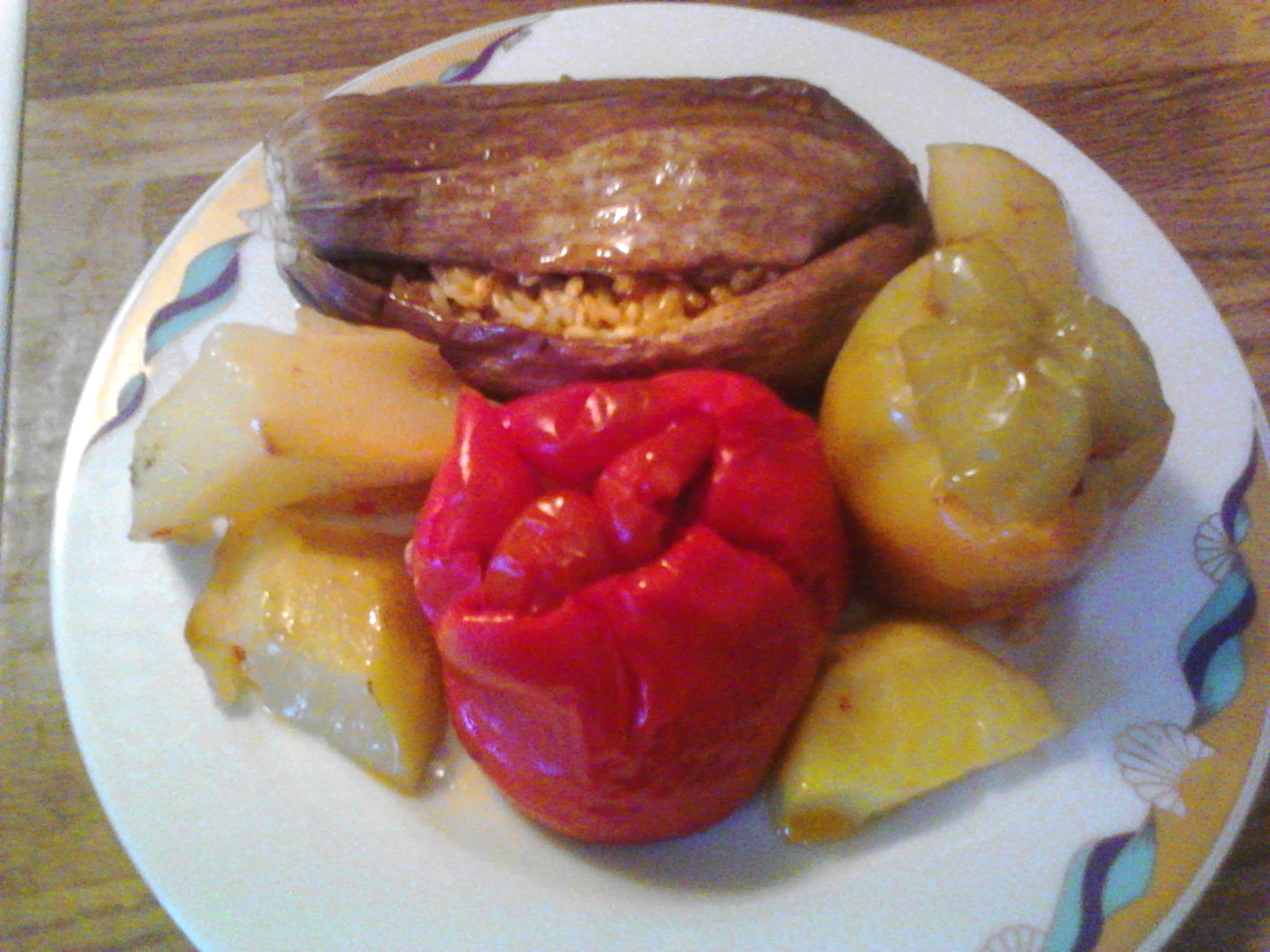
예미스테스 피페리에스
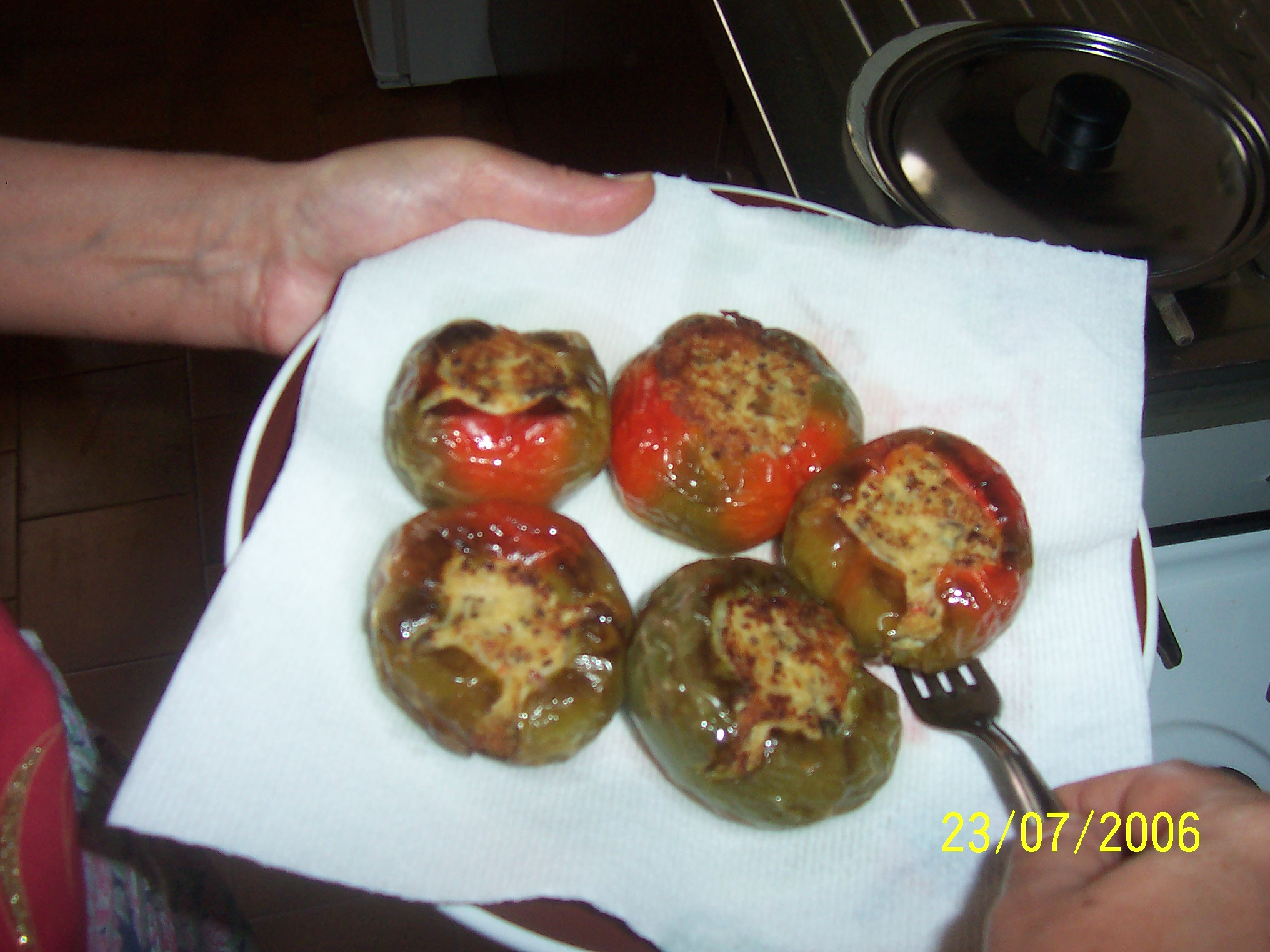
페페로니 리페니
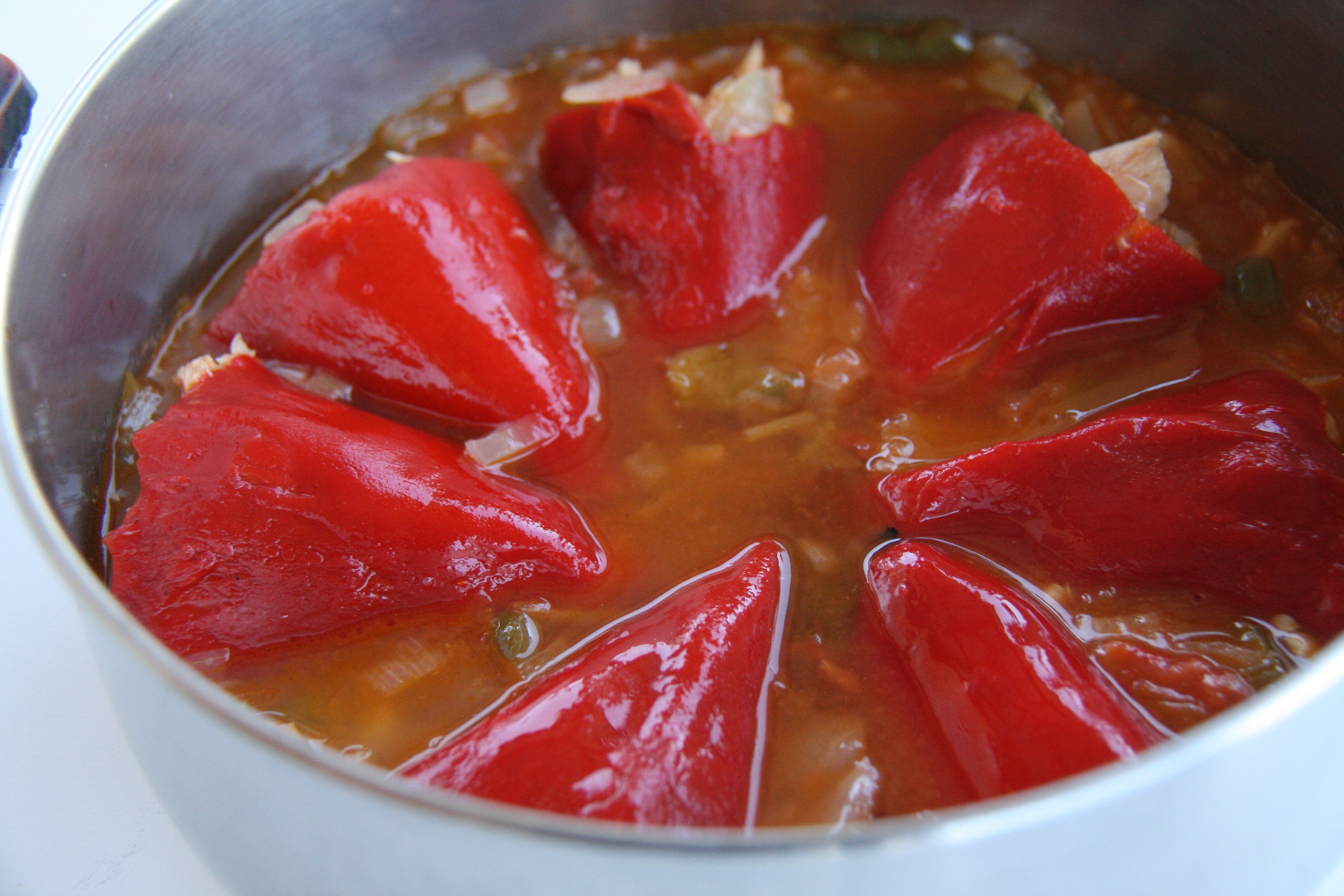
피미엔토 레예노

### 발칸반도·동남유럽·중앙유럽
단고추를 넣은 음식은 발칸반도를 비롯한 동남·중앙유럽의 전통 요리로, 러시아, 루마니아, 마케도니아, 몬테네그로, 보스니아 헤르체고비나, 불가리아, 세르비아, 슬로바키아, 슬로베니아, 우크라이나, 체코, 크로아티아, 헝가리 등에서 즐겨 먹는다. 지역에 따라 푸네나 파프리카(세르비아어·크로아티아어: пуњена паприка / punjena paprika, 복수: пуњене паприке / punjene paprike 푸네네 파프리케), 폴니에나 파프리카(슬로베니아어: polnjena paprika, 복수: polnjene paprike 폴니에네 파프리케), 펄네나 추슈카(불가리아어: пълнена чушка, 복수: пълнени чушки 펄네니 추슈키), 폴네타 피페르카(마케도니아어: полнета пиперка, 복수: полнети пиперки 폴네티 피페르키), 플네나 파프리카(체코어·슬로바키아어: plnená paprika / plněná paprika, 복수: plnené papriky / plněné papriky 플네네 파프리키[*]), 퇼퇴트 퍼프리커(헝가리어: töltött paprika, 복수: töltött paprikák 퇼퇴트 퍼프리카크[*]), 아르데이 움플루트(루마니아어: ardei umplut, 복수: ardei umpluți 아르데이 움플루치[*]) 등으로 불린다. 소로는 보통 쌀밥과 다진 고기가 들어가며, 그 외에도 채소나 달걀, 토마토 등을 넣기도 한다. 보통 토마토 소스를 부어 익

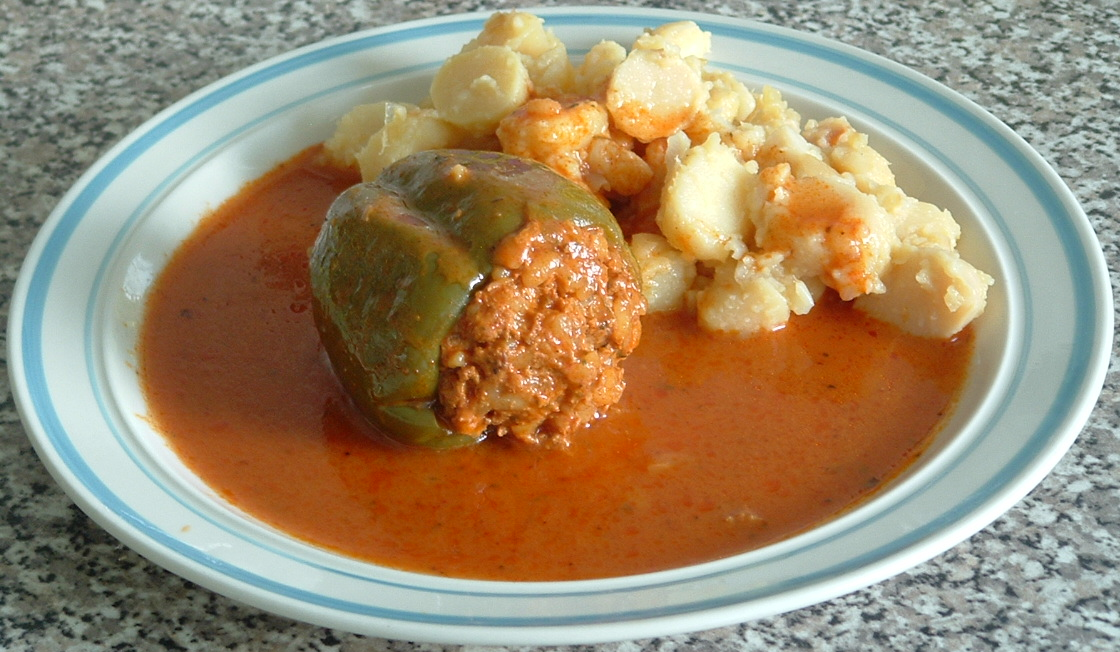
푸네나 파프리카
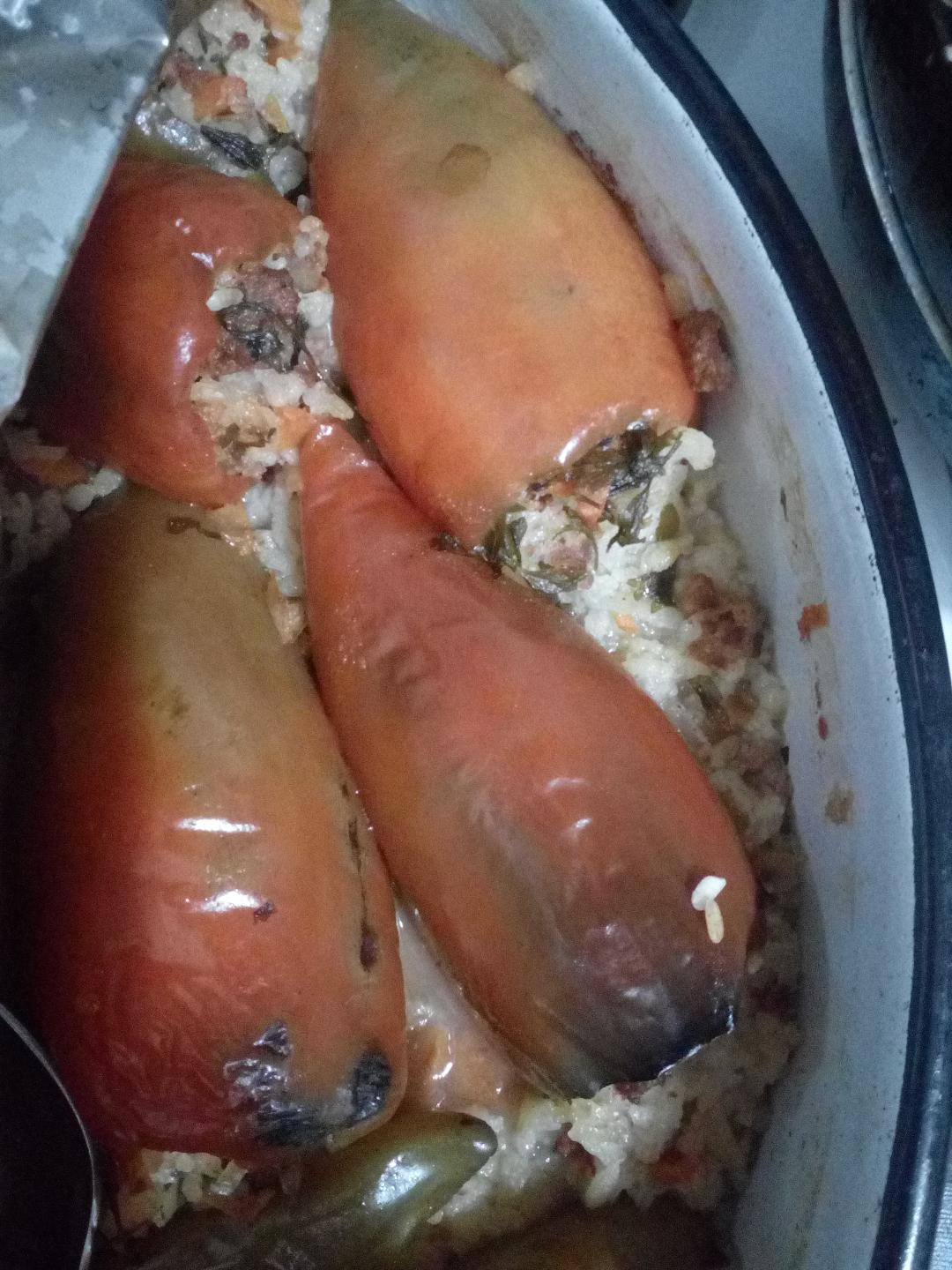
폴네티 피페르키
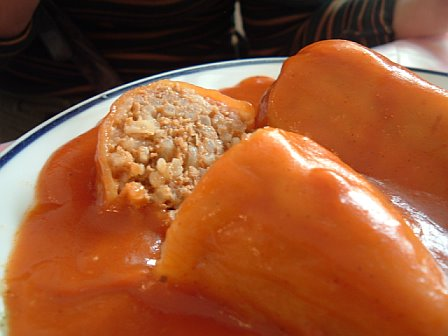
퇼퇴트 퍼프리카크
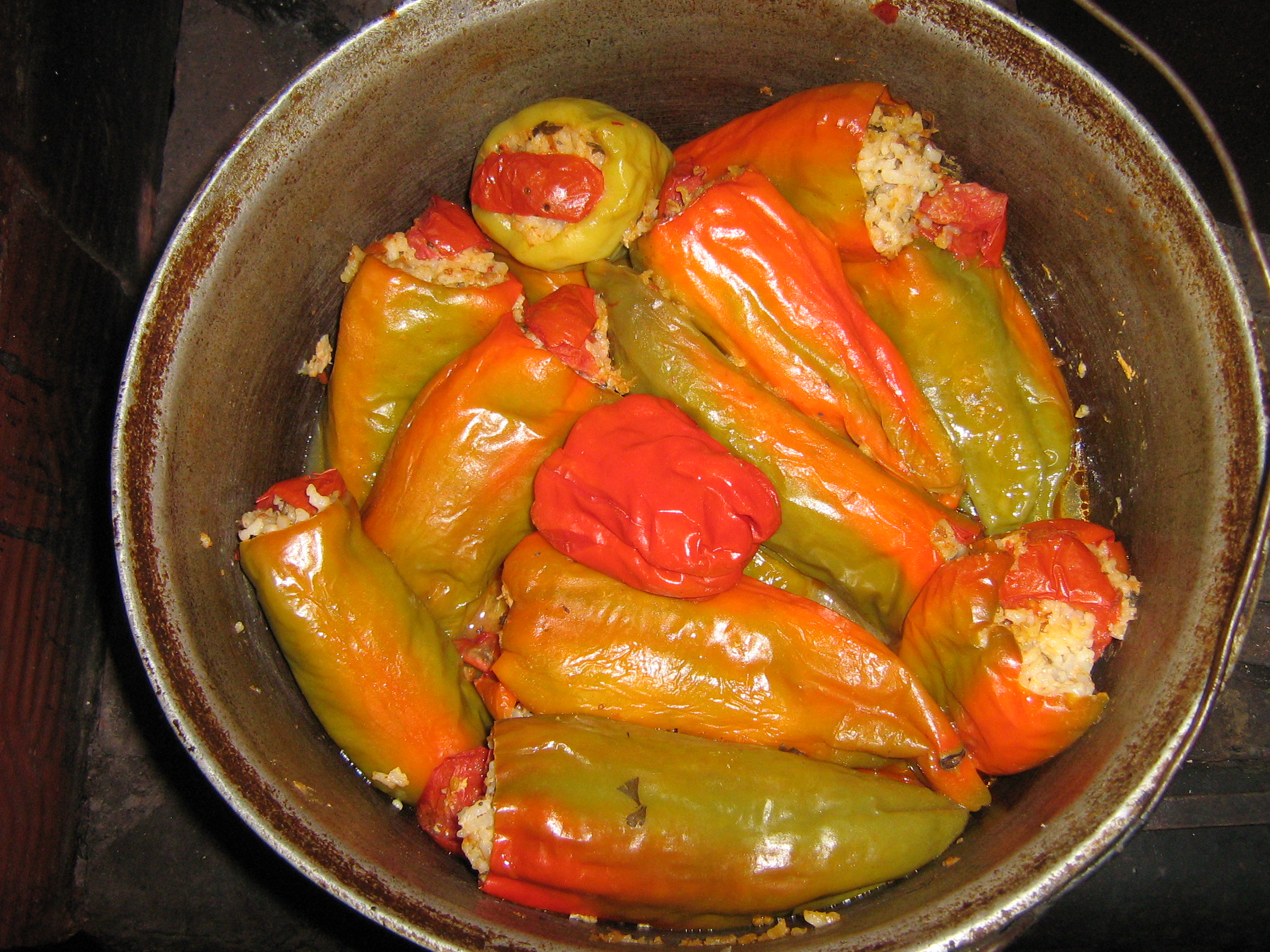
아르데이 움플루치

### 아메리카
멕시코의 푸에블라 지역에서는 포블라노고추에 소를 채워 칠레 레예노(스페인어: chile relleno)를 만들며, 페루의 아레키파 지역에서는 로코토고추에 소를 채워 로코토 레예노(스페인어: rocoto relleno)를 만든다. 미국에서도 스터프트 페퍼(영어: stuffed pepper)를 먹는데, 다진 쇠고기와 빵가루/쌀밥, 달걀, 허브, 달걀, 향신료(보통 파프리카가루와 마른 파슬리), 치즈 등이 소로 들어간다.

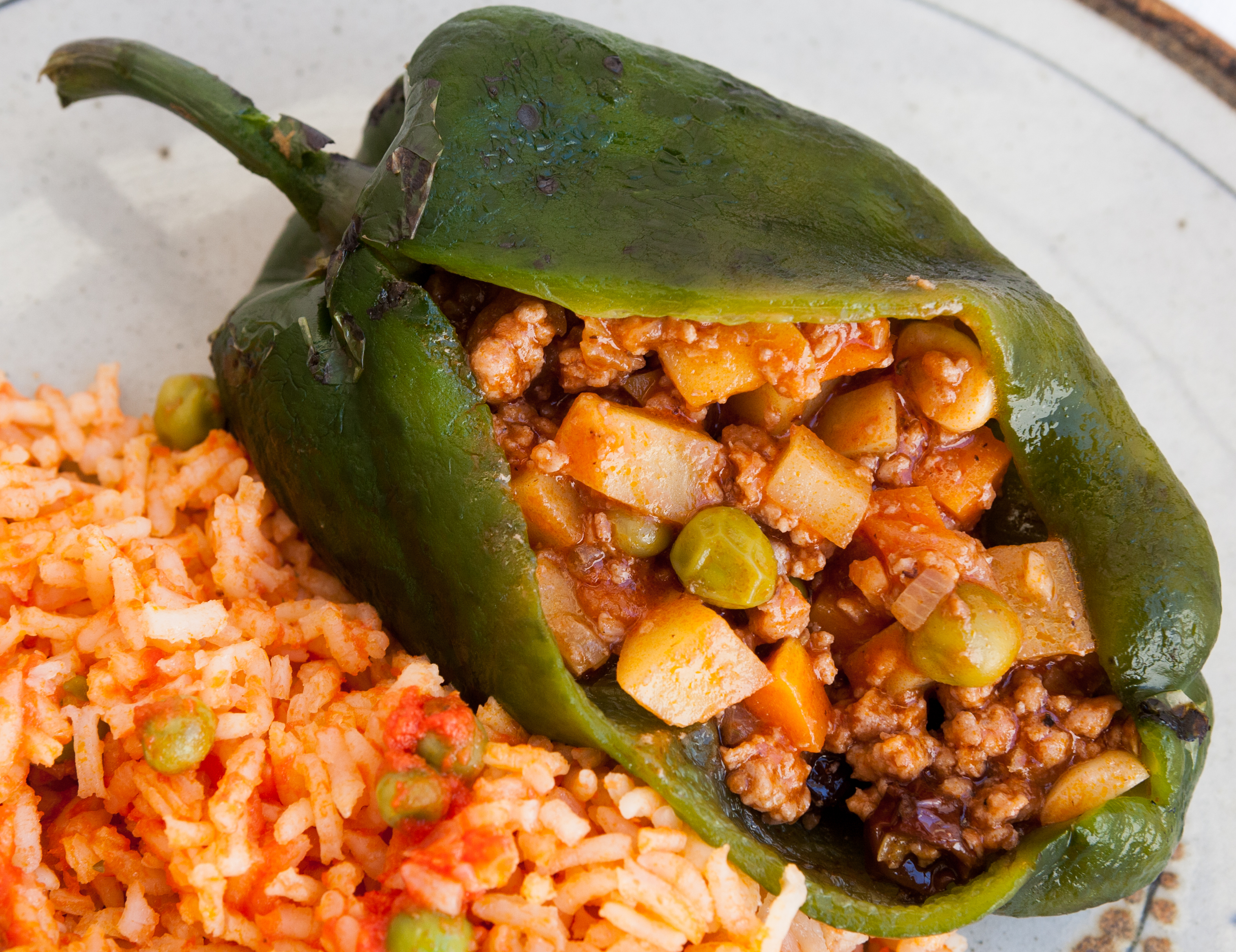
칠레 레예노
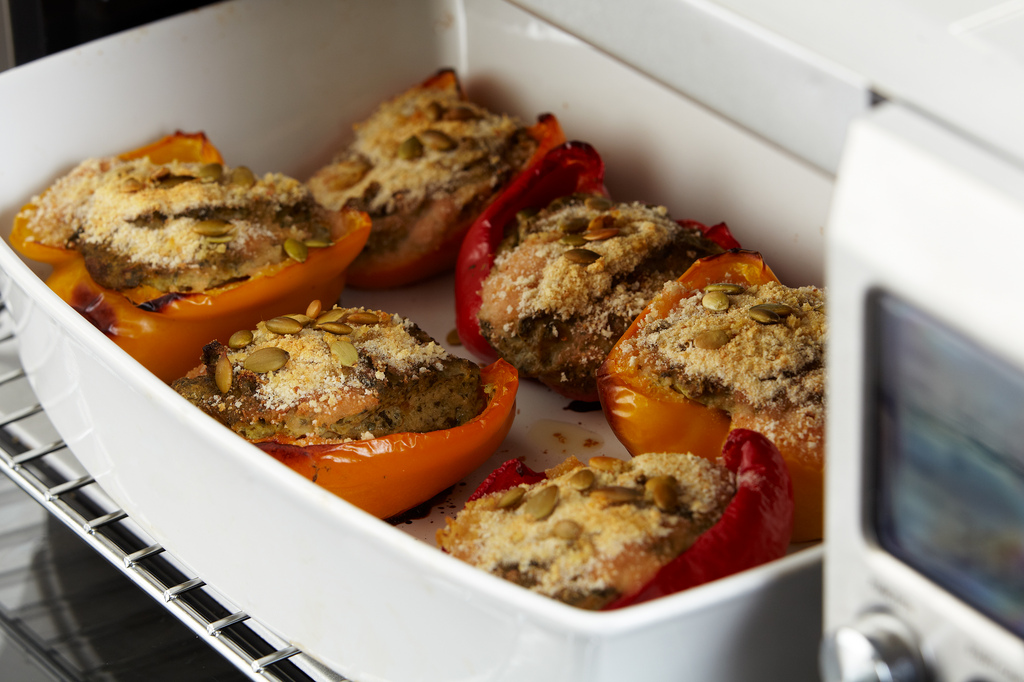
스터프트 페퍼
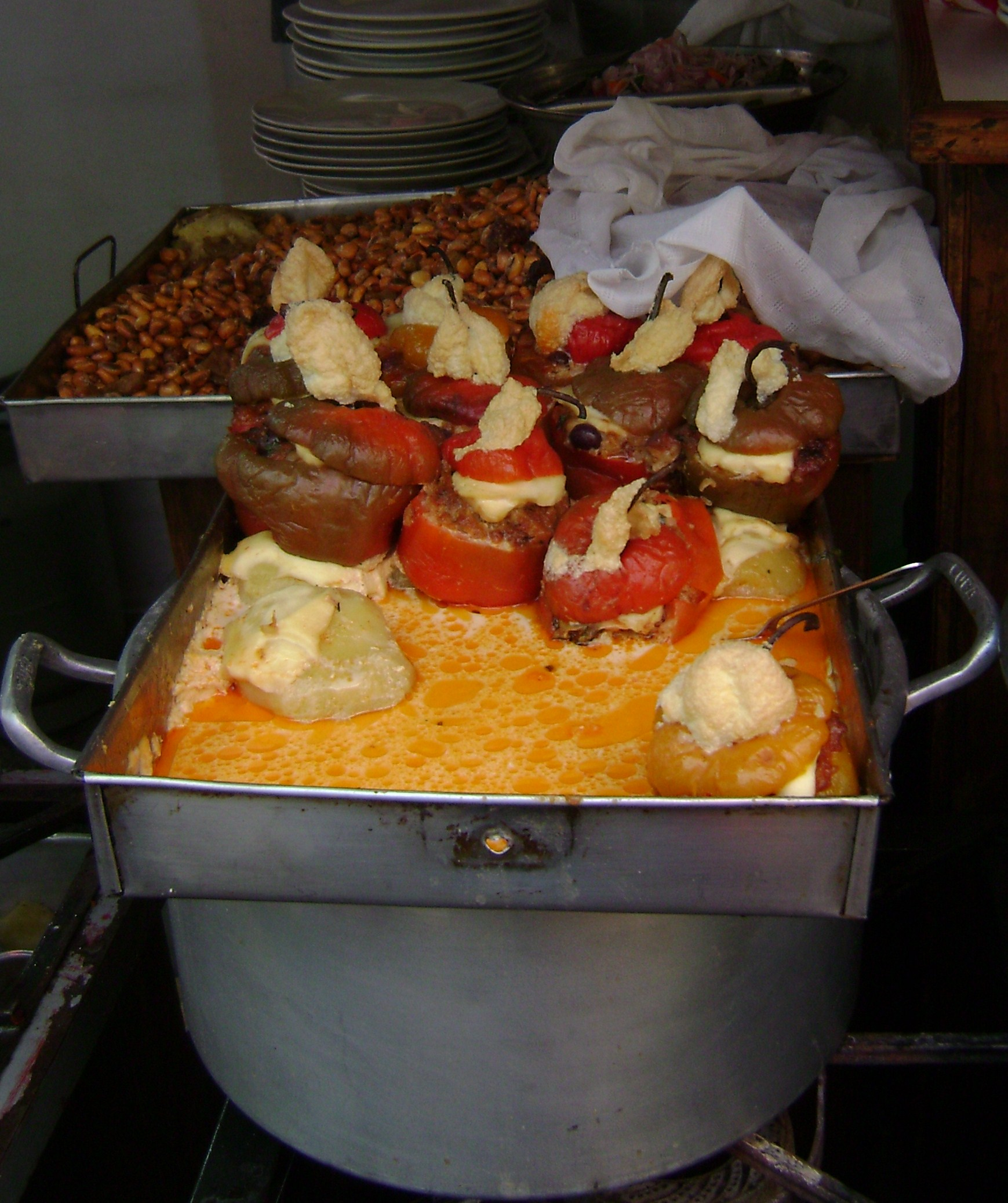
로코토 레예노

## 같이 보기
- 소를 넣은 토마토
- 소를 넣은 음식 목록